# Filévirkning

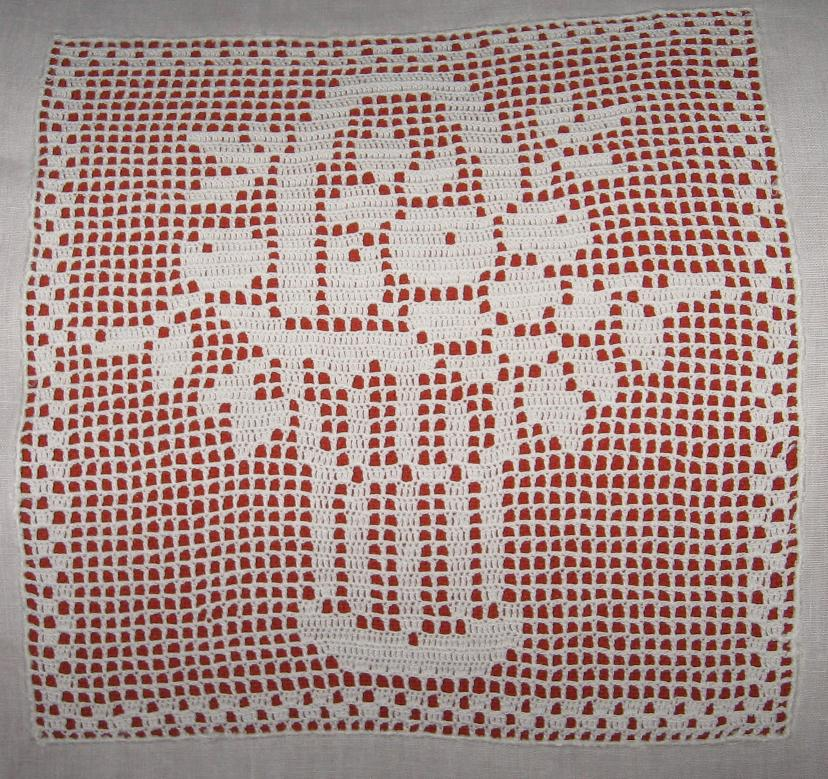
Filévirkning.

Filévirkning är en virkad imitation av filébroderi.
Det finns två varianter av filévirkning, i den första så virkas endast nätet och mönstret broderas som vanligt och i den andra så utförs både nät och mönster i virkning.